# Stutsman County
Stutsman County är ett administrativt område i delstaten North Dakota, USA, med 21 100 invånare. Den administrativa huvudorten (county seat) är Jamestown. 

## Geografi
Enligt United States Census Bureau har countyt en total area på 5 952 km². 5 753 km² av den arean är land och 199 km² är vatten. 

### Angränsande countyn
- Foster County - nord
- Griggs County - nordöst
- Barnes County - öst
- LaMoure County - sydöst
- Logan County - sydväst
- Kidder County - väst
- Wells County - nordväst